# Архар
Архар, или го́рный бара́н, или аргали, аркар, качкар (лат. Ovis ammon) — парнокопытное млекопитающее из семейства полорогих, обитающее в горных районах Средней и Центральной Азии, в том числе и на юге Сибири. Охраняется природоохранными организациями; в настоящее время в международной Красной книге рассматривается как вид, близкий к уязвимому положению (категория NT). Также внесён в Красную книгу Российской Федерации.

## Название
Русское «архар» — из названия того же животного в тюркских языках, «аркар» (казахский, киргизский и др.).
Латинское видовое название ammon — имя бога Амона. Овидий передаёт миф, согласно которому небожители из страха перед Тифоном превратились в разных животных. Амон принял облик барана. В античной традиции Амона изображали в виде человека с бараньими рогами.

## Описание
Это самый крупный представитель диких баранов — его длина составляет 120—200 см, высота в холке 90—120 см, а вес 65—180 кг. В зависимости от размера и окраски тела различают несколько подвидов, самым крупным из которых считается памирский горный баран (Ovis ammon polii), названный так в честь великого путешественника, первым из европейцев его описавшего. И самцы, и самки обладают длинными рогами, однако у самцов они выглядят значительно крупнее и внушительнее и могут составлять до 13 % всей массы тела. Рога до 190 см в длину, закручены в спираль с окончаниями наружу и вверх; имеют большую популярность у охотников — их цена может достигать нескольких тысяч долларов. Окраска тела у разных подвидов варьирует в широком диапазоне от светлого песочного до тёмного серо-бурого цвета, однако нижняя часть тела обычно выглядит заметно светлее. По бокам вдоль всего тела имеются тёмно-бурые полосы, чётко разделяющие более тёмный верх и более светлый низ. Морда и охвостье светлые. Самцы выделяются тем, что у них имеется кольцо светлой шерсти вокруг шеи, а также удлинённая шерсть на загривке. Линяют животные дважды в год, причём зимний наряд заметно светлее и длиннее летнего. Ноги высокие, стройные — последнее обстоятельство, наряду со спиральной формой рогов, отличает их от горных козлов (Capra).
В случае опасности взрослые животные фыркают, а молодые блеют подобно ягнятам домашних овец.

## Распространение

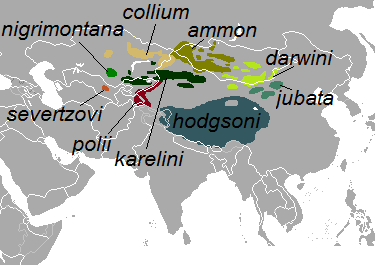
Подвиды

Архары обитают в горных и предгорных районах Средней и Центральной Азии на высоте 1300-6100 м над уровнем моря — на Памире, в Гималаях, Алтае, Саянах Монголии и Тибете. В прошлом ареал архаров был значительно шире — в позднем плейстоцене и раннем голоцене они были обычными животными на юге Западной и Восточной Сибири южнее северного Забайкалья и юго-западной Якутии. Ещё в бронзовом веке он был многочисленен в Западном Забайкалье, о чём свидетельствуют многочисленные находки черепов этих животных, в том числе в погребении гуннов, относящегося к III—II вв до нашей эры.
Предпочитают открытые пространства — степные склоны гор и предгорий со скалами, альпийские луга, заросшие кустарником скалистые ущелья, долины с каменистыми возвышенностями. Избегают густой древесной растительности. Миграция вертикальная — в летний период поднимаются в районы альпийского пояса с богатой травянистой растительностью, зимой спускаются на нижние малоснежные пастбища.
Численность в Республике Казахстан по годам:
|                  | 2015   | 2016   | 2017   | 2018   | 2019   | 2020   | 2021   | 2022   |
| ---------------- | ------ | ------ | ------ | ------ | ------ | ------ | ------ | ------ |
| Архар/Ovis ammon | 15 710 | 15 979 | 16 802 | 17 065 | 17 954 | 18 460 | 18 863 | 19 730 |

## Размножение
Архары живут группами до 100 животных, причём вне сезона размножения самцы и самки держатся отдельно друг от друга Половая зрелость у самок наступает на второй год жизни, в то время как у самцов только на пятый.. Период гона различается у разных популяций, но в целом длится с октября по ноябрь. Для архаров характерно сочетание полигинии с полиандрией — то есть в одной брачной группе у них могут одновременно участвовать несколько самцов и несколько самок. В начале брачного периода самцы состязаются за право обладания самкой, сталкиваясь друг с другом рогами. Беременность длится 150—160 дней, после чего на свет появляется 1—2 ягнёнка. Перед отёлом, который приходится на раннюю весну, самка отделяется от стада, находит укромное место и проводит с ягнятами первые несколько дней. Уход самкой за потомством длится около 4 месяцев, после чего ягнята становятся полностью самостоятельными. Самцы в воспитании ягнят участия не принимают. Продолжительность жизни 10—13 лет.

## Угрозы и охрана
Основными факторами, приводящими к снижению численности и ареала, считаются неконтролируемая охота и вытеснение животных из их постоянных мест обитания путём выпаса домашнего скота. Пасущиеся домашние овцы поедают траву, которой также питаются архары, и тем самым способствуют уменьшению их численности. Основными хищниками, нападающими на животных, являются волки, снежные барсы, рыси и росомахи.
Для сохранения вида организуются заповедники, в которых охота на животных запрещена. Они также хорошо переносят неволю и разводятся в зоопарках.
Широкую огласку и большой общественный резонанс получило происшествие с катастрофой вертолёта Газпромавиа 9 января 2009 года на Алтае, когда расследование обстоятельств трагедии (погибли несколько членов экипажа и пассажиров, среди которых был и полпред Президента России Александр Косопкин) выявило, что чиновники и бизнесмены участвовали в незаконном отстреле аргали с воздуха. По разным источникам, участники этой охоты убили от трёх до пяти животных. 23 мая 2011 года подсудимые были оправданы, и судья Кош-Агачского суда Республики Алтай отметил, что из показаний свидетелей «не следует, что кто-либо из подсудимых принимал участие в незаконной охоте». Однако 11 августа Верховный суд республики Алтай отменил оправдательный приговор и отправил дело на пересмотр, удовлетворив таким образом кассацию обвинения, которая обжаловала вынесенный в мае 2011 года оправдательный приговор.

## Подвиды
| Подвид                                                                                | Распространение |
| ------------------------------------------------------------------------------------- | --- |
| Алтайский горный баран (Ovis ammon ammon) Linnaeus, 1758                              | Горные системы Монгольского и Гобийского Алтая, а также отдельные хребты и массивы в Восточном Казахстане, Юго-Восточном Алтае, Юго-Западной Туве и Монголии    |
| Казахстанский горный баран, казахстанский аргали (Ovis ammon collium) Severtzov, 1873 | Казахское нагорье, северное Прибалхашье, Калбинский Алтай, Тарбагатай, Монрак, Саур (всё Казахстан).                                                            |
| Тибетский горный баран (Ovis ammon hodgsonii) Blyth, 1841                             | Тибетское нагорье (Китай), Гималаи (Непал, Индия) |
| Тяньшанский горный баран (Ovis ammon karelini) Severtzov, 1873                        | Тянь-Шань, Чу-Илийские горы, Джунгарский Алатау (Казахстан, Кыргызстан, Китай)                                                                                  |
| Памирский горный баран, горный баран Марко Поло (Ovis ammon polii) Blyth, 1841        | Таджикистан, Кыргызстан, Китай, Афганистан |
| Гобийский горный баран, аргали Дарвина (Ovis ammon darwini) Przewalski, 1883          | Пустыня Гоби южнее 45° северной широты (Монголия) и прилегающие районы Китая                                                                                    |
| Каратауский горный баран (Ovis ammon nigrimontana) Nasonov, 1914                      | Сырдарьинский Каратау (Казахстан) |
| Северокитайский горный баран (Ovis ammon jubata) Peters, 1876                         | Тибетское Нагорье (Китай) |
| Кызылкумский горный баран, аргали Северцова (Ovis ammon severtzovi) Severtzov, 1873   | Западная часть хребта Нуратау, хребет Каратау (Кызылординская, Южно-Казахстанская, Жамбылская области Казахстана), Центральный Кызылкум (Казахстан, Узбекистан) |